# Forst (Hunsrück)
Forst (Hunsrück) (ⓘ) ist eine Ortsgemeinde im Landkreis Cochem-Zell in Rheinland-Pfalz. Sie gehört der Verbandsgemeinde Zell (Mosel) an.

## Geographie
Forst gehört zusammen mit den Gemeinden Altstrimmig, Liesenich und Mittelstrimmig zum sogenannten Strimmiger Berg und liegt im Hunsrück auf einer Anhöhe oberhalb des Mörsdorfer Bachs unweit von Mastershausen.

## Geschichte
Der Strimmiger Berg, auch Strimmiger Gericht, zählte bis 1780 zum „Dreiherrischen Territorium“. Wie im Beltheimer Gericht teilten sich Kurtrier, Sponheim und Braunshorn (später Winneburg und Metternich) die Landesherrschaft. Forst war allerdings komplett kurtrierisch, stand ab 1794 unter französischer Herrschaft und gehörte von 1798 bis 1814 zum Kanton Zell im Rhein-Mosel-Département. 1815 wurde die Region auf dem Wiener Kongress dem Königreich Preußen zugeordnet und gehörte zur Bürgermeisterei Senheim im 1816 errichteten Kreis Zell. 1817 wurde die später eigenständige Gemeinde Forst unter dem Namen „Försterhöfe“ noch als Teil von Mittelstrimmig aufgeführt und hatte 42 Einwohner. Seit 1946 ist er Teil des damals neu gebildeten Landes Rheinland-Pfalz. Den Namenszusatz „(Hunsrück)“ trägt die Gemeinde seit dem 1. Juni 1970.
Statistik zur Einwohnerentwicklung
Die Entwicklung der Einwohnerzahl von Forst (Hunsrück), die Werte von 1871 bis 1987 beruhen auf Volkszählungen:
| Jahr | Einwohner |
| 1815 | 42        |
| 1835 | 65        |
| 1871 | 108       |
| 1905 | 100       |
| 1939 | 93        |

| Jahr | Einwohner |
| 1950 | 100       |
| 1961 | 87        |
| 1970 | 65        |
| 1987 | 45        |
| 2005 | 54        |

## Politik

### Gemeinderat
Der Gemeinderat in Forst (Hunsrück) besteht aus sechs Ratsmitgliedern, die bei der Kommunalwahl am 9. Juni 2024 in einer Mehrheitswahl gewählt wurden, und dem ehrenamtlichen Ortsbürgermeister als Vorsitzendem.

### Bürgermeister
Berthold Treins wurde am 31. Juli 2014 Ortsbürgermeister von Forst. Bei der Direktwahl am 26. Mai 2019 wurde er mit einem Stimmenanteil von 89,19 % und am 9. Juni 2024 als einziger Bewerber mit 93,3 % für jeweils weitere fünf Jahre in seinem Amt bestätigt.
Treins Vorgänger als Ortsbürgermeister war bis 2014 Reinhold Kölzer.

## Wirtschaft und Infrastruktur
Im Ort bestehen zwei landwirtschaftliche Betriebe. Im Ort besteht eine überregional bekannte Künstlerkolonie. Auf der Gemarkung steht auch eine der längsten Tannen Deutschlands. Die Abwässer des Ortes werden durch eine Schilfkläranlage gereinigt.